# Karl Friedrich von Steinmetz
Karl Friedrich von Steinmetz, född 25 december 1796 i Eisenach, död 4 augusti 1877 i Bad Landeck, var en preussisk generalfältmarskalk.
Han blev officer 1813, generalmajor 1854, general 1864, generalfältmarskalk 1871. Steinmetz deltog i danska fälttåget 1848, blev kommendant i Magdeburg 1857 och armékårchef 1863 samt utmärkte sig i striden vid Nachod och Skalitz 1866. Han blev 1870 chef för 1:a armén, och vann slaget vid Spicheren, stred vid Gravelotte men frånträdde befälet i september 1870 och var en kortare tid generalguvernör i Posen och Schlesien.